# روز هفتم
روز هفتم (اسپانیایی: El 7º día‎) یک فیلم اسپانیایی به کارگردانی کارلوس سائورا است که در سال ۲۰۰۴ منتشر شد. از جمله بازیگران این فیلم می‌توان از ویکتوریا آبریل، یوهانا کوبو و خوان دیه‌گو نام برد. داستان این فیلم درباره دشمنی دو خانواده است که سر یک داستان عاشقانه شکست‌خورده آغاز می‌شود و سه دهه به طول می‌انجامد. فیلمنامه این فیلم توسط رای لوریگا نوشته شده‌است.